# Lliga Comunista de Luxemburg
La Lliga Comunista de Luxemburg (KBL, en les seves sigles en alemany i luxemburguès) fou un grup comunista maoista luxemburguès fundat el 1970. El secretari de la KBL va ser Charles Doerner. KBL va publicar Roude Fändel. El 1975 la Kommunistische Organisation Luxemburgs / Marxisten-Leninisten va abandonar la KBL.